# Euphyia spissilineata
Euphyia spissilineata är en fjärilsart som beskrevs av Paul Dognin 1916. Euphyia spissilineata ingår i släktet Euphyia och familjen mätare. Inga underarter finns listade i Catalogue of Life.